# Kościół św. Jadwigi Śląskiej i św. Jakuba Apostoła w Lusowie
Kościół św. Jadwigi Śląskiej i św. Jakuba Apostoła w Lusowie – rzymskokatolicki kościół parafialny w Lusowie przy ul. Poznańskiej 2 w gminie Tarnowo Podgórne na zachód od Poznania. Pełni funkcję świątyni parafialnej dla parafii o tym samym tytule.

## Historia budowy
Wieś Lusowo była własnością kapituły poznańskiej już od XII wieku. Prawdopodobnie pierwszy drewniany kościół znajdował się na obecnym miejscu już w pierwszej połowie XIII wieku (późniejsze dokumenty wzmiankują o dacie 1244 roku). W 1288 roku staraniem biskupa Gerbicza z rodu Nałęczów została erygowana parafia prawdopodobnie pod tytułem św. Jakuba Apostoła. Z biegiem lat drewniany kościół uległ zniszczeniu, dlatego na jego miejscu został wybudowany nowy kościół ceglany, poświęcony w 1499 roku. Wzmianki z 1510 roku podają, że była to świątynia pod wezwaniem Najświętszej Maryi Panny, św. Jakuba Apostoła i św. Jadwigi. Pod koniec XVII wieku kościół opisywano jako podupadający. Gruntowna renowacja została przeprowadzona w 1776 roku z inicjatywy Andrzeja Myszkowskiego, dziekana kapitulnego. Jednakże dopiero na początku XX wieku podjęto decyzję o odbudowie kościoła, a właściwie budowie nowej neogotyckiej świątyni. Zachowano jedynie gotyckie prezbiterium, które zostało przekształcone w kaplicę pod wezwaniem patronów kościoła, ustawioną poprzecznie do nawy głównej. W kaplicy zachowano gwiaździste sklepienie oraz nagrobki rodziny Kierskich z XVII wieku. Przebudowa kościoła miała miejsce w latach 1913-16. Inicjatorem przedsięwzięcia był ówczesny proboszcz ks. Ignacy Serdecki. Nowa świątynia została poświęcona w 1918 roku przez kard. Edmunda Dalbora. W latach 1941–1945 kościół był wykorzystywany przez hitlerowców jako magazyn. 

## Architektura
Aktualny stan kościoła w Lusowie jest efektem przebudowy z lat 1913–1916. Budynek świątyni tworzy nawa główna wraz z prezbiterium, nawa boczna od strony zachodniej, dawne prezbiterium – obecnie kaplica patronów od strony wschodniej, wieża od strony wschodniej oraz zakrystia. Wyposażenie wnętrza w większości w stylu neogotyckim. Prezbiterium posiada sześcioboczne zamknięcie i nakryte jest sklepieniem gwiaździstym. Ołtarz główny drewniany, polichromowany, z 1917 roku, jest stylizowany na gotyckie ołtarze szafkowe, a wykonany został w pracowni niemieckiego artysty Georga Schreinera z Ratyzbony. W osi głównej usytuowana została nisza na krucyfiks, natomiast po bokach umieszczono symetrycznie dwie pary skrzydeł z płaskorzeźbami przedstawiającymi sceny biblijne: „Pokłon Trzech Mędrców”, „Wieczerza w Emaus”, „Melchizedek udzielający błogosławieństwa Abrahamowi” oraz „Dwunastoletni Jezus nauczający w świątyni”. Zewnętrzne skrzydła po obu stronach są ruchome. W górnej części ołtarza zamieszczono figurę Chrystusa z aniołami po obu stronach. Ołtarz zazwyczaj zamykany jest w okresie Wielkiego Postu. Pozostałe wyposażenie prezbiterium (ołtarz liturgiczny, ambona, krzesła) wykonane zostały współcześnie i w swej formie nawiązują do neogotyku. W prezbiterium zainstalowano również witraże przedstawiające świętych. Część z nich pochodzi z 1916 roku, część z 2002 roku. Na wschodniej ściany nawy przy prezbiterium umieszczona została neogotycka ambona z baldachimem. 
Wyposażenie kaplicy patronów pochodzi z XVII i XVIII wieku. W zamknięciu kaplicy znajduje się ołtarz barokowy, przyścienny z obrazem pośrodku przedstawiającym patronów świątyni: Maryję z Dzieciątkiem, św. Jadwigę oraz św. Jakuba. Mensa ołtarzowa w formie sarkofagu. Po bokach obrazu ustawiono figury świętych: św. Jana Chrzciciela oraz nieznanego świętego z księga w ręku. W kaplicy umieszczono również XVII-wieczny nagrobek Stanisława Kierskiego i jego żony Anny z Brodnickich oraz epitafium ks. Ignacego Serdeckiego. Od 2013 roku w kaplicy przechowuje się również relikwie św. Jana Pawła II, które wystawione są do publicznego kultu. 
W nawie bocznej znajdują się dwa boczne ołtarze: Matki Bożej Częstochowskiej oraz św. Józefa. W oknach nawy zamontowano współczesne witraże stylizowane na XIX-wieczne prezentujące postaci świętych. W południowej części nawy zbudowana została empora wraz z organami piszczałkowymi. Drewniany strop nawy głównej pokryty został polichromią przedstawiającą w środkowym głównym polu Trójcę Świętą. 
Na zewnątrz kościoła od strony wschodniej umieszczone zostały płyty epitafijne z XIX i pocz. XX wieku (m.in. hr. Narcyza Olizara). Z kolei przy wejściu do kościoła od strony północnej znajduje się płyta epitafijna generała Józefa Dowbór Muśnickiego, drugiego dowódcy powstania wielkopolskiego 1918–1919. 
Teren kościoła otoczony został ceglanym murem. 